# Кубок Мальти з футболу 2012—2013
Кубок Мальти з футболу 2012–2013 — 75-й розіграш кубкового футбольного турніру на Мальті. Титул вдесяте здобув Гіберніанс.

## Календар
| Раунд        | Дата                         | Матчі | Клуби   |
| ------------ | ---------------------------- | ----- | ------- |
| Перший раунд | 5-11 вересня 2012            | 14    | 66 → 52 |
| Другий раунд | 19-21 жовтня 2012            | 20    | 52 → 32 |
| 1/16 фіналу  | 30 листопада - 2 грудня 2012 | 16    | 32 → 16 |
| 1/8 фіналу   | 20–23 січня 2013             | 8     | 16 → 8  |
| 1/4 фіналу   | 17 лютого 2013               | 4     | 8 → 4   |
| 1/2 фіналу   | 17-18 травня 2013            | 2     | 4 → 2   |
| Фінал        | 22 травня 2013               | 1     | 2 → 1   |

## Регламент
Відповідно до формату змагань клуби Прем'єр-ліги стартують з 1/16 фіналу, у перших двох раундах грають клуби 2 - 4 дивізіонів.

## 1/16 фіналу
| Команда 1             | Рахунок         | Команда 2                 |
| --------------------- | --------------- | ------------------------- |
| 30 листопада 2012     |                 |                           |
| Гуджа Юнайтед (2)     | 2:0             | Сенглі Атлетік (4)        |
| Марсаскала (4)        | 3:1             | Сент-Венера Лайтнінгс (3) |
| Лія Атлетік (2)       | 2:1             | Гаргур (3)                |
| Нашшар (2)            | 3:4 дч          | Бальцан                   |
| 1 грудня 2012         |                 |                           |
| Сліма Вондерерс       | 1:1 дч пен. 6:7 | Зеббудж Рейнджерс (3)     |
| Біркіркара            | 1:0             | Таршіен Райнбоус          |
| Мсіда Сент-Джозеф (3) | 0:2             | Сент-Ендрюс (2)           |
| Гіберніанс            | 2:1             | Моста                     |
| Кормі                 | 5:2 дч          | Пембрук Атлета (3)        |
| Меліта                | 0:2             | Флоріана                  |
| 2 грудня 2012         |                 |                           |
| Гзіра Юнайтед (2)     | 1:0             | Вікторія Вондерерс (1-G)  |
| П'єта Готспурс (2)    | 0:1             | Рабат Аякс                |
| Сент-Патрік (3)       | 1:2             | Саннат Лайонс (1-G)       |
| Хамрун Спартанс       | 1:3             | Валетта                   |
| Зуррік (3)            | 1:2             | Мкабба (2)                |
| Зейтун Корінтіанс (2) | 1:3             | Надур Янгзтерс (1-G)      |

## 1/8 фіналу
| Команда 1           | Рахунок | Команда 2             |
| ------------------- | ------- | --------------------- |
| 20 січня 2013       |         |                       |
| Марсаскала (4)      | 0:3     | Зеббудж Рейнджерс (3) |
| Сент-Ендрюс (2)     | 4:1     | Мкабба (2)            |
| 22 січня 2013       |         |                       |
| Гуджа Юнайтед (2)   | 0:4     | Гіберніанс            |
| 23 січня 2013       |         |                       |
| Бальцан             | 3:2 дч  | Гзіра Юнайтед (2)     |
| Валетта             | 2:0     | Надур Янгзтерс (1-G)  |
| Саннат Лайонс (1-G) | 0:5     | Рабат Аякс            |
| Кормі               | 2:1     | Біркіркара            |
| Лія Атлетік (2)     | 1:0     | Флоріана              |

## 1/4 фіналу
| Команда 1       | Рахунок | Команда 2             |
| --------------- | ------- | --------------------- |
| 17 лютого 2013  |         |                       |
| Рабат Аякс      | 0:3     | Валетта               |
| Гіберніанс      | 3:0     | Зеббудж Рейнджерс (3) |
| Бальцан         | 0:1     | Кормі                 |
| Сент-Ендрюс (2) | 0:1     | Лія Атлетік (2)       |

## 1/2 фіналу
| Команда 1      | Рахунок | Команда 2       |
| -------------- | ------- | --------------- |
| 17 травня 2013 |         |                 |
| Кормі          | 1:0     | Лія Атлетік (2) |
| 18 травня 2013 |         |                 |
| Валетта        | 2:3     | Гіберніанс      |

## Фінал
| 22 травня 2013 20:30 (EEST) |

| Кормі       | 1:3      | Гіберніанс                          |
| ----------- | -------- | ----------------------------------- |
| Перес 90+1' | Протокол | Тарабай 53', 67' Джексон Ліма 90+3' |

| Національний стадіон, Та-Калі Глядачів: 4 276 Арбітр: Адріан Аццопарді |